# Myrcia salicifolia
Myrcia salicifolia är en myrtenväxtart som beskrevs av Dc.. Myrcia salicifolia ingår i släktet Myrcia och familjen myrtenväxter. Inga underarter finns listade i Catalogue of Life.